# Транскавказка магистрала
Транскавказката магистрала (на руски: Транскавказская автомагистраль, съкратено Транскам) е планински път, преминаващ през Голям Кавказ през тунела Роки.
Магистралата свързва Северна с Южна Осетия и Русия с Грузия. Пътят е построен в периода 1971-1981 година като алтернативен на старите военно-грузински път и военно-осетински път.
През зимните месеци транскавказката магистрала често е затворена поради опасност от лавини.